# أبو الفضل الطبري
أبو الفضل العبَّاس بن الفضل بن رشيد الطَّبري ويُعرف أبو الفَضْل الطَّبري أو الطبرستاني (توفي مُحرَّم 278هـ / أبريل 891م) هو مُحدِّث صدوق من العصر العبَّاسي، أصله من طبرستان، وسكن بغداد وحدَّث بها.

## روايته للحديث
- شيوخه: سمع من:[1]
  - محمد بن مصعب القرقساني
  - الحكم بن مروان الضرير
  - عبد الله بن صالح العجلي
  - سعيد بن سليمان الواسطي
  - عمرو بن عثمان الكلابي
  - عبد الله بن جعفر الرقي
- تلاميذه: روى عنه:[1]
  - ابن المنادي
  - إسماعيل بن محمد الصفار
  - محمد بن العباس بن نجيح

ومن الأحاديث التي رواها: عن عبد الله بن صالح العجلي، عن عُمَر (؟)، عن أشعث بن أبي الشعثاء، عن نافع، عن ابن عمر: «أنه طلق امرأته وهي حائض، فاستأمر عمر نبي الله ﷺ، فقال: مره فليراجعها ثم يطلقها إذا طهرت، وقال: يستقبل عدتها».

## مكانته
- ذكره الدارقطني وقال عنه: «صدوق».[1]

## وفاته
توفي أبو الفضل الطبري في بغداد، وكان منزله بالقرب من ربضها، وذلك في الأيام الأولى من شهر مُحرَّم سنة 278هـ / أواخر أبريل 891م.

### فهرس المنشورات
1. 1 2 3 4 5  البغدادي (2001)، ج. 14، ص. 33.
2. ↑  البغدادي (2001)، ج. 14، ص. 34.

### معلومات المنشورات كاملة
الكتب مرتبة حسب تاريخ النشر
- الخطيب البغدادي (2001)، تاريخ بغداد، تحقيق: بشار عواد معروف (ط. 1)، بيروت: دار الغرب الإسلامي، OCLC:49659164، QID:Q114815356